# (35372) 1997 UN24
1997 UN24 (asteroide 35372) é um asteroide da cintura principal. Possui uma excentricidade de 0.28094170 e uma inclinação de 5.37214º.
Este asteroide foi descoberto no dia 28 de outubro de 1997 por Beijing Schmidt CCD Asteroid Program em Xinglong.